# Frontière entre l'Alabama et le Mississippi
La frontière entre le Mississippi et l'Alabama est une frontière intérieure des États-Unis délimitant les territoires du Mississippi à l'ouest et l'Alabama à l'est.
Son tracé commence du 35e parallèle nord au niveau  la rivière Tennessee qu'elle descend sur une quinzaine de kilomètres avant de prendre une direction presque rectiligne vers le sud jusqu'au golfe du Mexique .

## Bibliographie

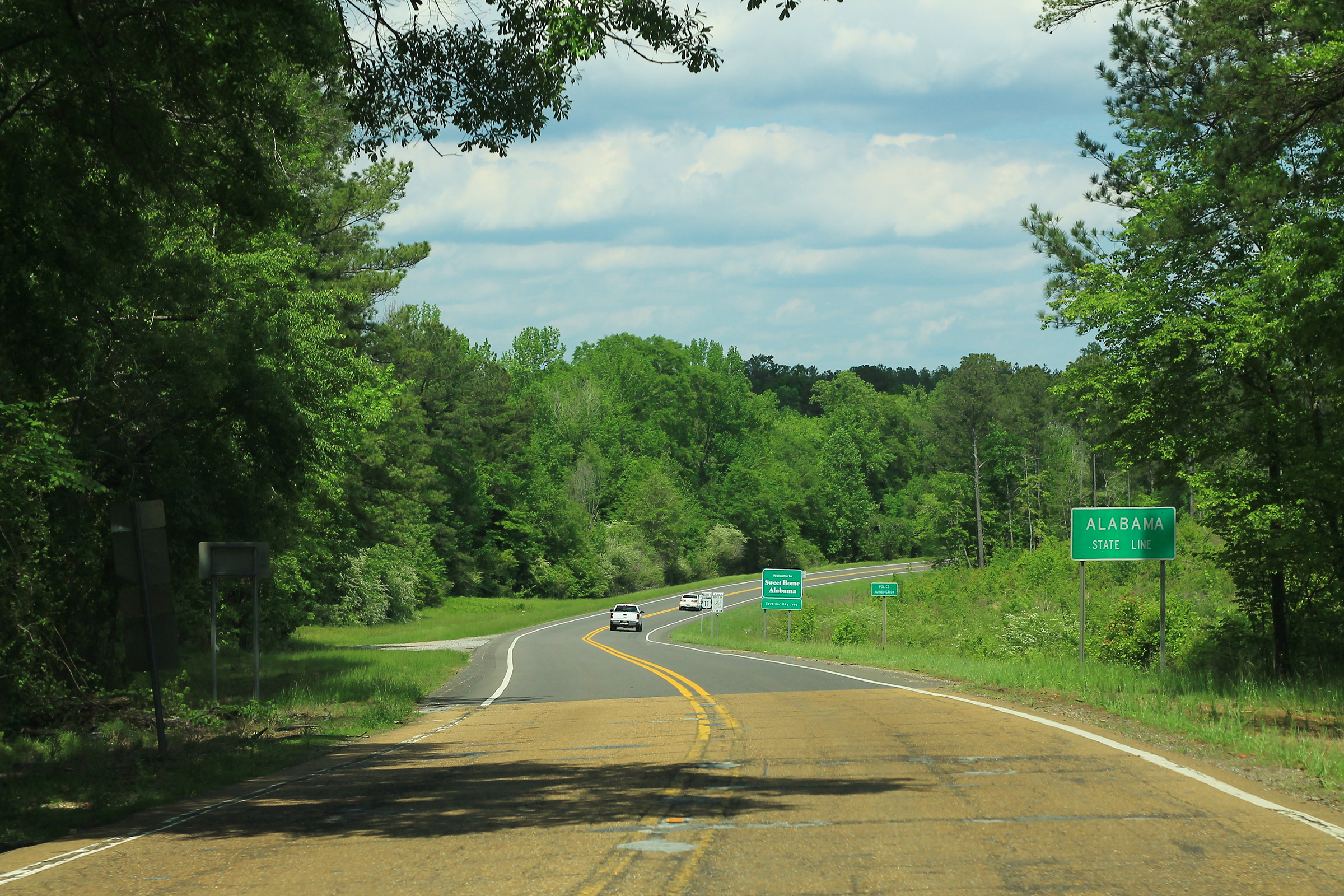
Entrée en Alabama depuis le Mississipi.